# Ixias
Ixias là một chi bướm ngày thuộc họ Pieridae.
Sải cánh dài 50–55 mm. Mặt trên của cánh có các dải màu vàng và trắng.

## Thư viện hình

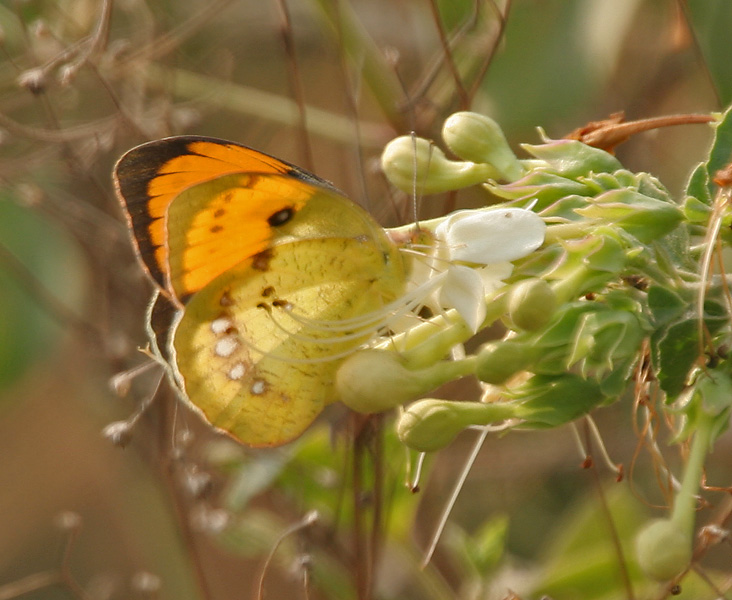
White Orange Tip Ixias marianne
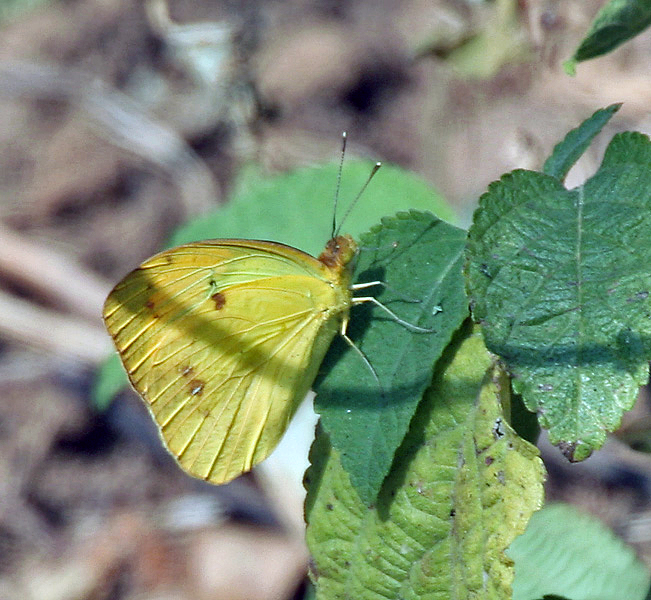
White Orange Tip Ixias marianne
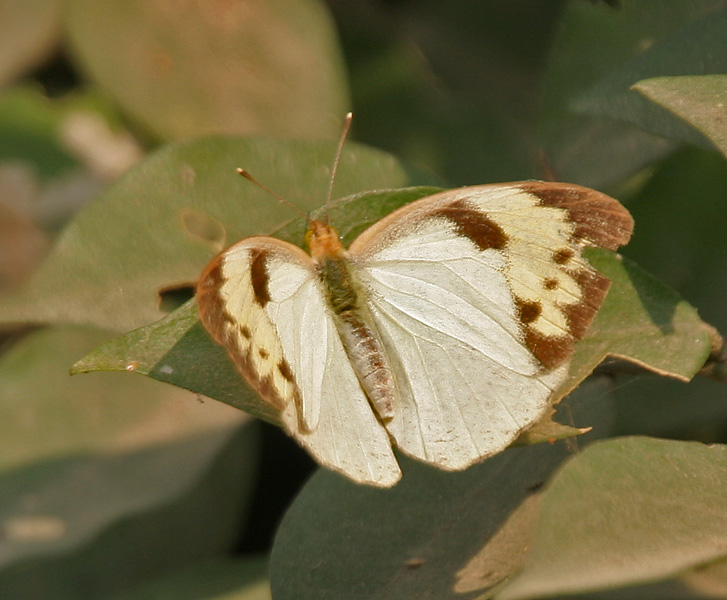
White Orange Tip Ixias marianne- Female
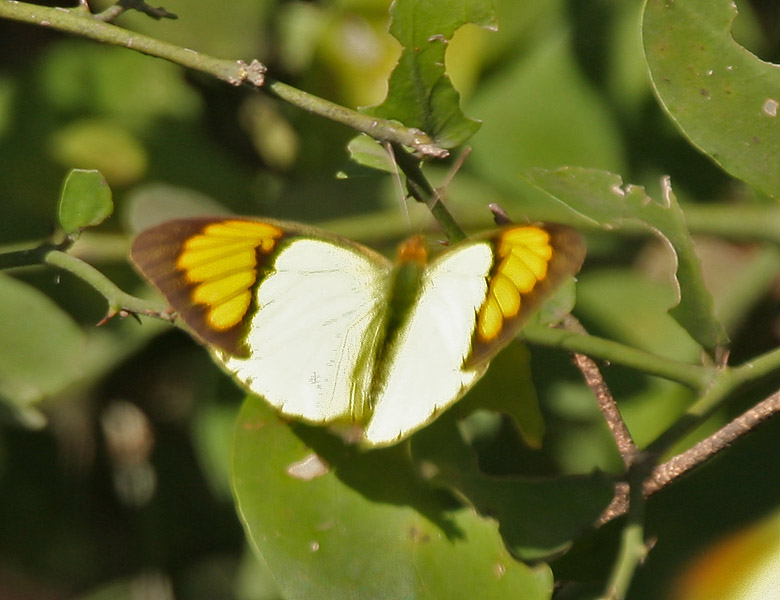
White Orange Tip Ixias marianne
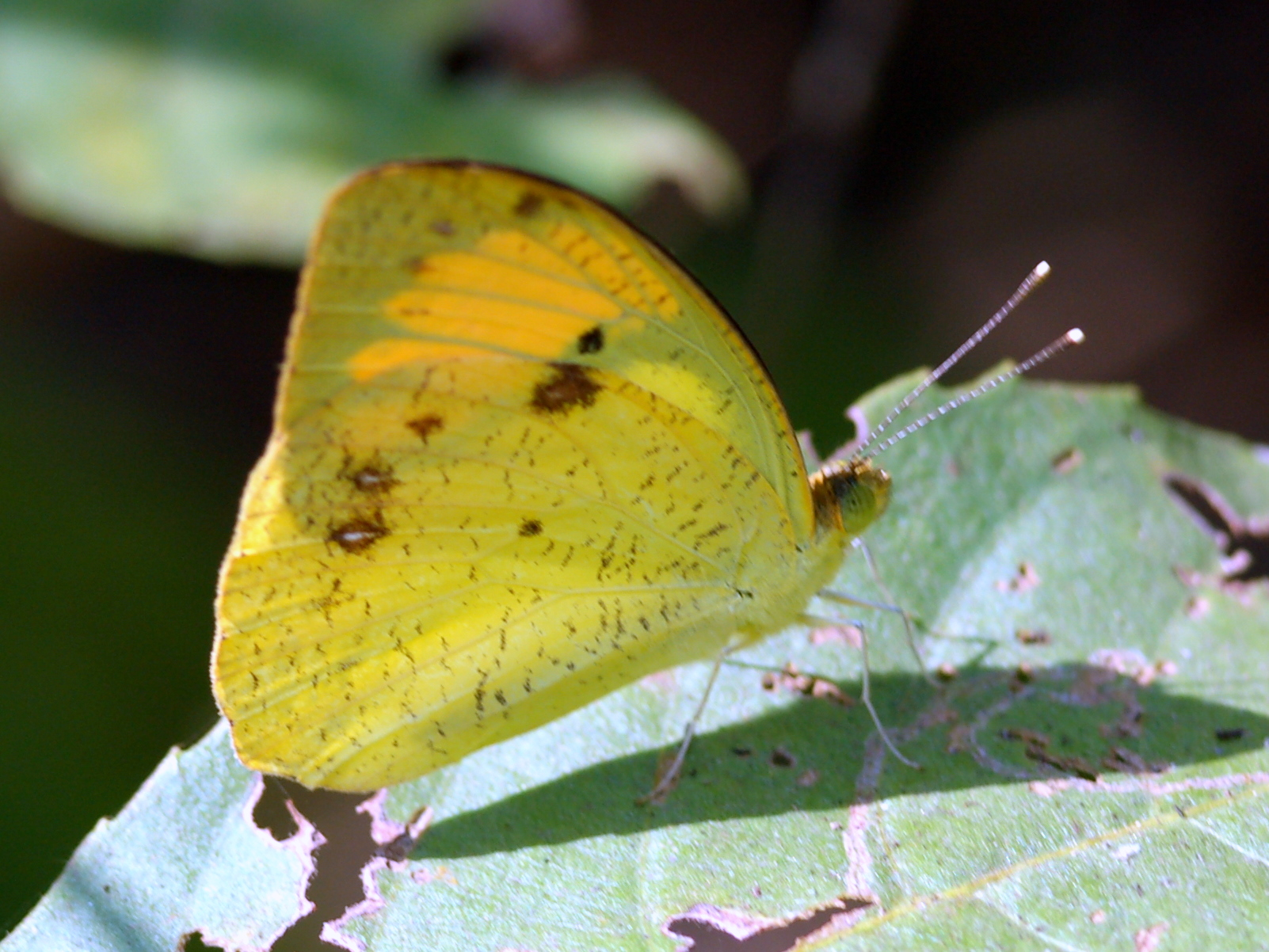
Yellow Orange Tip Under

## Hình ảnh

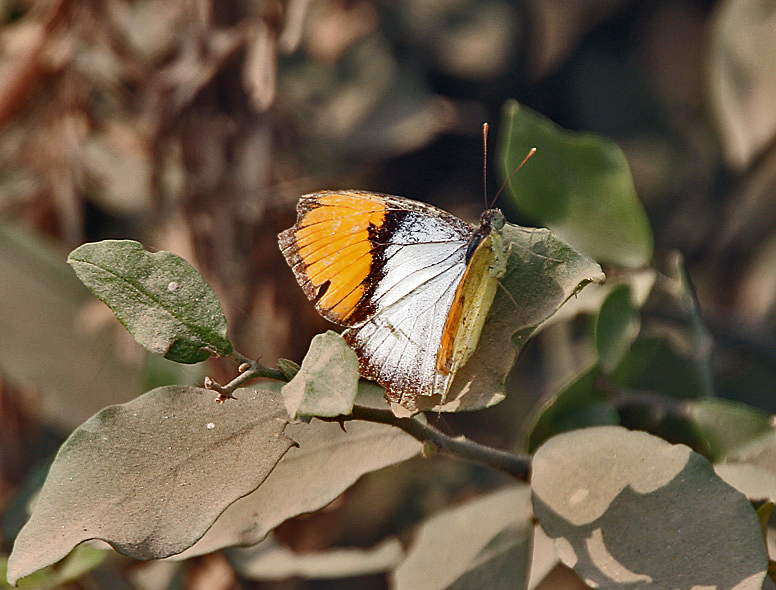
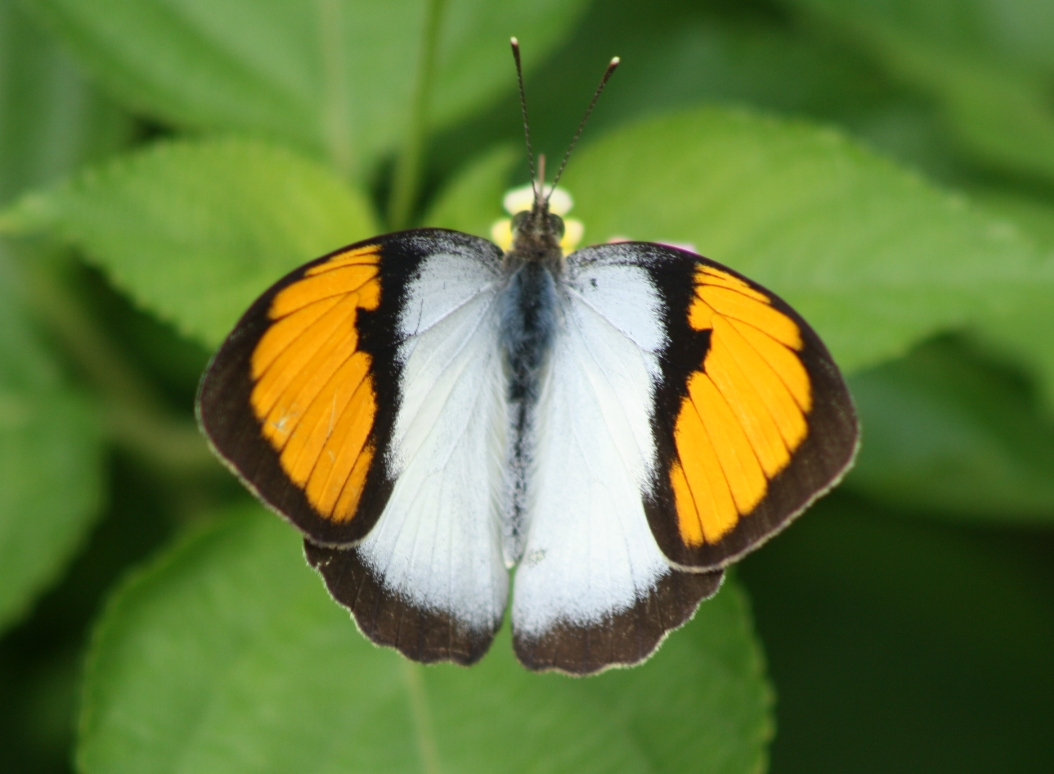